# Найтсен (Каліфорнія)
Найтсен (англ. Knightsen) — переписна місцевість (CDP) в США, в окрузі Контра-Коста штату Каліфорнія. Населення — 1596 осіб (2020).

## Географія
Найтсен розташований за координатами 37°57′45″ пн. ш. 121°38′55″ зх. д. / 37.96250° пн. ш. 121.64861° зх. д. (37.962438, -121.648600).  За даними Бюро перепису населення США в 2010 році переписна місцевість мала площу 21,90 км², з яких 21,67 км² — суходіл та 0,23 км² — водойми.

## Демографія
Згідно з переписом 2010 року, у переписній місцевості мешкало 1568 осіб у 531 домогосподарстві у складі 400 родин. Густота населення становила 72 особи/км².  Було 582 помешкання (27/км²).
Расовий склад населення:
| - 80,9 % — білих - 1,8 % — азіатів - 0,9 % — чорних або афроамериканців - 0,5 % — корінних американців - 0,2 % — вихідців з тихоокеанських островів - 10,3 % — осіб інших рас |

До двох чи більше рас належало 5,4 %. Частка іспаномовних становила 29,0 % від усіх жителів.
За віковим діапазоном населення розподілялося таким чином: 24,4 % — особи молодші 18 років, 62,1 % — особи у віці 18—64 років, 13,5 % — особи у віці 65 років та старші. Медіана віку мешканця становила 42,6 року. На 100 осіб жіночої статі у переписній місцевості припадало 107,7 чоловіків;  на 100 жінок у віці від 18 років та старших — 106,8 чоловіків також старших 18 років.
Середній дохід на одне домашнє господарство  становив 91 858 доларів США (медіана — 79 531), а середній дохід на одну сім'ю — 88 517 доларів (медіана — 80 417). Медіана доходів становила 51 083 долари для чоловіків та 41 875 доларів для жінок. За межею бідності перебувало 12,1 % осіб, у тому числі 29,8 % дітей у віці до 18 років та 1,2 % осіб у віці 65 років та старших.
Цивільне працевлаштоване населення становило 588 осіб. Основні галузі зайнятості: будівництво — 20,9 %, освіта, охорона здоров'я та соціальна допомога — 17,3 %, науковці, спеціалісти, менеджери — 11,7 %, транспорт — 10,4 %.